# GameFAQs
GameFAQs es un sitio web que aloja Preguntas frecuentes (FAQs por sus siglas en inglés) y guías para los videojuegos. Fue creado en noviembre de 1995 por Jeff "CJayC" Veasey y fue comprado por CNET Networks en mayo de 2003. En la actualidad es propiedad de CBS Interactive. El sitio cuenta con una base de datos de información de videojuegos, trucos, reseñas, partidas guardadas y capturas de pantalla, casi todos de los cuales son enviados por los contribuyentes voluntarios. Los sistemas que cubre incluyen de la plataforma Atari de 8 bits hasta las consolas modernas, además juegos de computadora. Las presentaciones realizadas en el sitio son revisados por el editor actual del sitio, Allen "SBAllen" Tyner.
GameFAQs alberga una comunidad de tableros de mensaje, que tiene un foro de debate para cada juego en la base de datos del sitio, junto con una variedad de otros tableros. Desde 2004, la mayoría de los tableros específicos de juegos han sido compartidas entre GameFAQs y GameSpot, otro sitio web de CNET/CBS. El sitio también cuenta con un sondeo de opinión diario y concursos de torneo.
GameFAQs fue criticado positivamente por The Guardian y Entertainment Weekly. A partir de 2009, GameFAQs.com es uno de los 300 sitios web de idioma inglés con más tráfico web según Alexa.
En septiembre de 2020 CBS Interactive vendió CNET Networks (que incluía este portal y varios sitios web más) a Red Ventures. La transacción se completó el 30 de octubre de 2020.